# دره کوچک
دره کوچک (به انگلیسی: Gully) یک فیلم درام آمریکایی محصول سال ۲۰۱۹ به کارگردانی نبیل الدرکین، بر اساس فیلمنامه‌ای از مارکوس جی. گیلری است. در این فیلم بازیگرانی چون جیکوب لاتیمور، چارلی پلامر، جاناتان میجرز، کلوین هریسون جونیور، امبر هرد و ترنس هاوارد به ایفای نقش پرداخته‌اند.

## داستان
سه نوجوان ساکن لس‌آنجلس، که همگی قربانیان دوران کودکی شدید هستند، در طول ۴۸ ساعت در سراسر شهر شورش لذت‌پرستانه‌ای را به راه می‌اندازند، بدون اینکه به هنجارهای اجتماعی محدود شوند. آنها ما را به سواری پر از مواد مخدر و قتل در سراسر لس آنجلس می‌برند.

## انتشار
این فیلم اولین نمایش جهانی خود را در جشنواره فیلم ترایبکا در ۲۷ آوریل ۲۰۱۹ انجام داد. در سپتامبر ۲۰۲۰، ورتیکال انترتینمنت و پارامونت پیکچرز حقوق پخش فیلم را در ایالات متحده به دست آوردند.
در ۲۱ می ۲۰۲۱، پارامونت پیکچرز تریلر این فیلم را منتشر کرد. در ۴ ژوئن ۲۰۲۱ به صورت بین‌المللی منتشر شد.